# Lasianthus bulusanensis
Lasianthus bulusanensis är en måreväxtart som beskrevs av Adolph Daniel Edward Elmer. Lasianthus bulusanensis ingår i släktet Lasianthus och familjen måreväxter. Inga underarter finns listade i Catalogue of Life.